# ミールザー・ジャワーン・バフト (バハードゥル・シャー2世の皇子)
ミールザー・ジャワーン・バフト（Mirza Jawan Bakht, 1841年 - 1884年9月18日）は、北インド、ムガル帝国の第17代皇帝バハードゥル・シャー2世の18男。

## 生涯
1841年、ムガル帝国の皇帝バハードゥル・シャー2世とその妃ズィーナト・マハルとの間に生まれた。
1856年7月、皇太子である兄ミールザー・ファトフル・ムルクが死亡したのち、他の兄たちがその継承を放棄したため、ミールザー・ジャワーン・バフトが皇太子となった。
1857年5月、インド大反乱が勃発すると、同時にミールザー・ジャワーン・バフトは父の命により帝国の宰相（ワズィール）に任命された。
同年にデリーがイギリスに制圧されたのち、1858年に父や母といった家族とともにビルマのラングーンへ追放され、1884年9月18日にその地で没した
。